# Тавежня
Таве́жня —  село в Україні, у Берестинському районі Харківської області. Населення становить 299 осіб. Орган місцевого самоврядування — Тавежнянська сільська рада.
Після ліквідації Сахновщинського району 19 липня 2020 року село увійшло до Красноградського (Берестинського) району.

## Географія
Село Тавежня знаходиться на відстані 1 км від річки Вошива (правий берег) і за 2,5 км від річки Оріль (правий берег). На відстані 2 км розташоване село Скиртяне.

## Історія
- 1887 - дата заснування.

## Економіка
- ТОВ АФ"Санрайз"